# Stacey Chepkemboi Ndiwa
Stacey Chepkemboi Ndiwa (* 6. Dezember 1992 im Keiyo District) ist eine kenianische Mittel- und Langstreckenläuferin.

## Sportliche Laufbahn
Erste internationale Erfahrungen sammelte Stacey Ndiwa bei den Juniorenweltmeisterschaften 2008 in Bydgoszcz, bei denen sie mit 4:40,58 min im 1500-Meter-Lauf den zwölften Platz belegte. Anschließend siegte sie in 4:20,16 min bei den Commonwealth Youth Games in Pune. 2011 gewann sie dann bei den Juniorenafrikameisterschaften in Gaborone in 4:15,84 min die Bronzemedaille. Bei den Crosslauf-Weltmeisterschaften 2015 in Guiyang gelangte sie auf den 5. Platz und sicherte sich in der Teamwertung die Silbermedaille. 2018 nahm sie erstmals an den Commonwealth Games im australischen Gold Coast teil und gewann dort mit neuer Bestleistung von 31:46,36 min die Silbermedaille hinter der Uganderin Stella Chesang. Daraufhin siegte sie in 31:31,17 min bei den Afrikameisterschaften in Asaba.

## Persönliche Bestzeiten
- 1500 Meter: 4:06,10 min, 2. September 2014 in Rovereto
- 3000 Meter: 8:30,54 min, 5. September 2014 in Brüssel
- 5000 Meter: 15:15,14 min, 15. Juli 2014 in Luzern
- 10.000 Meter: 31:46,36 min, 9. April 2018 in Gold Coast
- Halbmarathon: 1:07:16 h, 21. Oktober 2018 in Neu-Delhi